# Homo (prefixo na nomenclatura química)
homo-, na nomenclatura de compostos orgânicos, é um prefixo para indicar o homólogo seguinte em uma série de compostos. Também é utilizado para indicar o acréscimo de um grupo metileno (-CH2-) em um setor de um anel.
Exemplos:
- Homocisteína (ácido 2-amino-4-mercaptobutanoico), homólogo da cisteína (ácido 2-amino-3-mercaptopropanoico)
- Ácido homogentísico (ácido (2,5-diidroxifenil)acético), homólogo do ácido gentísico (ácido 2,5-diidroxibenzoico)
- Ácido di-homo-gama-linolênico (20:3(ω-6)), homólogo do ácido gamalinolênico (18:3(ω-6))